# Медикирет
Медикирет (енгл. Medikiret River) је повремена река и вади која за време кишне сезоне образује ток кроз вилајете Источна Екваторија и Џонглеј у Јужном Судану. Улива се у мочварним пределима недалеко од града Торита.